# Fabienne Humm
Fabienne Valérie Humm, född 20 december 1986 i Zürich, är en schweizisk fotbollsspelare (mittfältare).
Sedan 2012 spelar hon i Schweiz damlandslag. Under VM 2015 gjorde Humm ett hattrick på fem minuter i matchen mot Ecuador vilket var det snabbaste hattricket någonsin i VM för damer. Sedan 2009 spelar hon för det schweiziska klubblaget FC Zürich.